# Jakob I av Aragonien
Jakob I av Aragonien (aragonska Jaime I eller Chaime lo Conqueridor; katalanska Jaume I el Conqueridor; spanska Jaime), kallad expugnator (erövraren), född den 2 februari 1208 i Montpellier, död den 27 juli 1276 i Alzira, Valencia, var kung av Aragonien. Han var son till Peter II. Under Jakob I:s långa regeringstid utökades rikets territorium genom erövringar av Balearerna och Valenciaregionen.

## Biografi
Jacob var ende sonen till Peter II av Aragonien och Marie av Montpellier. Som barn var han en bricka i spelet om makten i Provence, där hans far var engagerad i en kamp för att hjälpa katarerna i Albi mot albigensiska korsfarare ledda av Simon IV de Montfort, earl av Leicester, som försökte utrota dem. Peter försökte att blidka de nordliga korsfararna genom att arrangera ett äktenskap mellan sin son och Simons dotter, när den förra var bara två år gammal.
Jakob efterträdde sin fader 1213 och är känd som en av medeltidens ridderligaste furstar. År 1221 gifte han sig med Eleanor, dotter till Alfonso VIII av Kastilien. De kommande sex åren av hans regeringstid var fulla av uppror från delar av adeln. Genom freden i Alcalá av den 31 mars 1227, kom dock adeln och kungen till en uppgörelse.
Från morerna erövrade han Baleariska öarna (1229–35) och Valencia (1238). Han lät utarbeta en om ovanlig humanitet vittnande lagbok, ordnade författningen och skrev själv på katalanska en krönika om sin tid.
Under Jakob I:s långa regeringstid – den längsta av alla iberiska monarker – fick han se utbyggnaden av huset av Aragonien i tre riktningar: Languedoc i norr, Balearerna i söder, och Valencia i sydväst. Genom ett avtal med Ludvig IX av Frankrike, erövrade han länet Barcelona från dess nominella franska överhöghet och integrerade det under sin krona.
Som lagstiftare och organisatör, intog Jakob en framträdande plats bland de spanska kungarna. Han sammanställde Llibre del Consolat de Mar, som reglerade handel till sjöss och bidrog till att fastställa Aragoniens överlägsenhet i västra Medelhavet. Han spelade också en viktig roll i utvecklingen av det katalanska språket, genom att stödja katalansk litteratur och skriva en kvasi-självbiografisk krönika om sin regering, Llibre dels fets.